# Навашин, Сергей Михайлович
Сергей Михайлович Навашин (1924—1998) — советский учёный и педагог, микробиолог и иммунолог, доктор медицинских наук (1968), профессор (1970), действительный член АМН СССР (1984; член-корреспондент АМН СССР с 1975). Лауреат Государственной премии СССР (1984). Директор ВНИИ антибиотиков (1975—1998).

## Биография
Родился 24 мая 1924 года в Москвe в семье известного цитолога М. С. Навашина, внук академика РАН С. Г. Навашина. С 1934 года С. М. Навашин воспитывался в семье писателя К. Г. Паустовского, за которого вышла замуж его мать, Валерия Владимировна Валишевская-Навашина (1896—1975), и являлся его литературным секретарём.
С 1941 по 1942 год обучался в Казахском государственном медицинском институте, с 1942 по 1947 год обучался в Военно-медицинской академии имени С. М. Кирова и с 1947 по 1951 год на лечебном факультете Второго Московского медицинского института.
С 1951 по 1955 год на работе в Отделе науки научной газеты «Медицинский работник». С 1955 по 1956 год на научной работе в НИИ эпидемиологии и микробиологии АМН СССР и НИИ по изысканию новых антибиотиков. С 1956 по 1962 и с 1988 по 1998 год на научно-педагогической работе в Центральном институте усовершенствования врачей в должности научного сотрудника и с 1988 по 1998 год — заведующего кафедры микробиологии, был учеником известного иммунолога З. В. Ермольевой.
Жена — Наталия Петровна Файдыш-Крандиевская (1923—2018).
Сын — Петр Сергеевич Навашин (1954—2025), врач-микробиолог, доктор наук; занимался изучением искусства 1910—1920-х годов. Член ассоциации искусствоведов.

### Научно-педагогическая деятельность
Основная научно-педагогическая деятельность С. М. Навашина была связана с вопросами в области микробиологии и иммунологии, злокачественных новообразований и антибиотикотерапии бактериальных инфекций. С. М. Навашин являлся одним из основоположников советской и российской научной школы противоопухолевой и антибактериальной химиотерапии. С. М. Навашин являлся членом Президиума Всесоюзного микробиологического общества АН СССР и председателем Научного совета по антибиотикам Государственного комитета Совета Министров СССР по науке и технике. В 1971 году он был избран почётным членом Чехословацкого медицинского общества имени Я. Пуркинье, а в 1973 году — почётным членом Нью-Йоркской академии наук. С 1956 года С. М. Навашин являлся ответственным редактором и с 1985 года — главным редактором научного журнала «Антибиотики и химиотерапия».
В 1957 году С. М. Навашин защитил диссертацию на соискание учёной степени кандидат медицинских наук по теме: «Изучение действия тетрациклинов на различных экспериментальных моделях дизентерии», в 1968 году он защитил диссертацию на учёную степень доктор медицинских наук по теме: «Экспериментальное изучение противоопухолевого действия некоторых метаболитов микроорганизмов», в 1970 году ему было присвоено учёное звание — профессор. В 1975 году был избран член-корреспондентом, а в 1984 году — действительным членом АМН СССР. Под руководством С. М. Навашина было написано около двести сорока научных трудов, в том числе монографий, он являлся редактором отдела «Бактериология» третьего издания Большой медицинской энциклопедии. В 1984 году С. М. Навашин был удостоен Государственной премии СССР.
Скончался 22 октября 1998 года в Москве, похоронен на Переделкинском кладбище.